# GE AC4400CW
A GE AC4400CW, más néven AC44CW 4400 lóerő (3300 kW) teljesítményű dízelvillamosmozdony-sorozat, melyet a GE Transportation Systems gyártott 1993. és 2004. között. Nagyban hasonlít a Dash 9–44CW sorozathoz, azonban egyenáramú vontatómotorok helyett váltóáramúakkal van szerelve, motoronként külön inverterrel. Megjelenésében az AC4400CW némileg hasonlít a GE erősebb mozdonysorozatához, az AC6000CW-hez.
A gyártás 11 éve alatt a GE 2834 példányt gyártott a sorozatból az észak-amerikai vasúttársaságok számára. 2005-ben a Norfolk Southern és a Canadian National kivételével az összes 1. osztályú teherszállító vasúttársaság birtokolt legalább egy AC4400CW-példányt. A Norfolk Southern a rendkívül hasonló C40–9W sorozatot rendelte meg. A 2005 januárjában életbe lépett szigorúbb károsanyag-kibocsátási előírások miatt a GE leállt az AC4400CW gyártásával, azt az ES44AC sorozattal váltotta le.

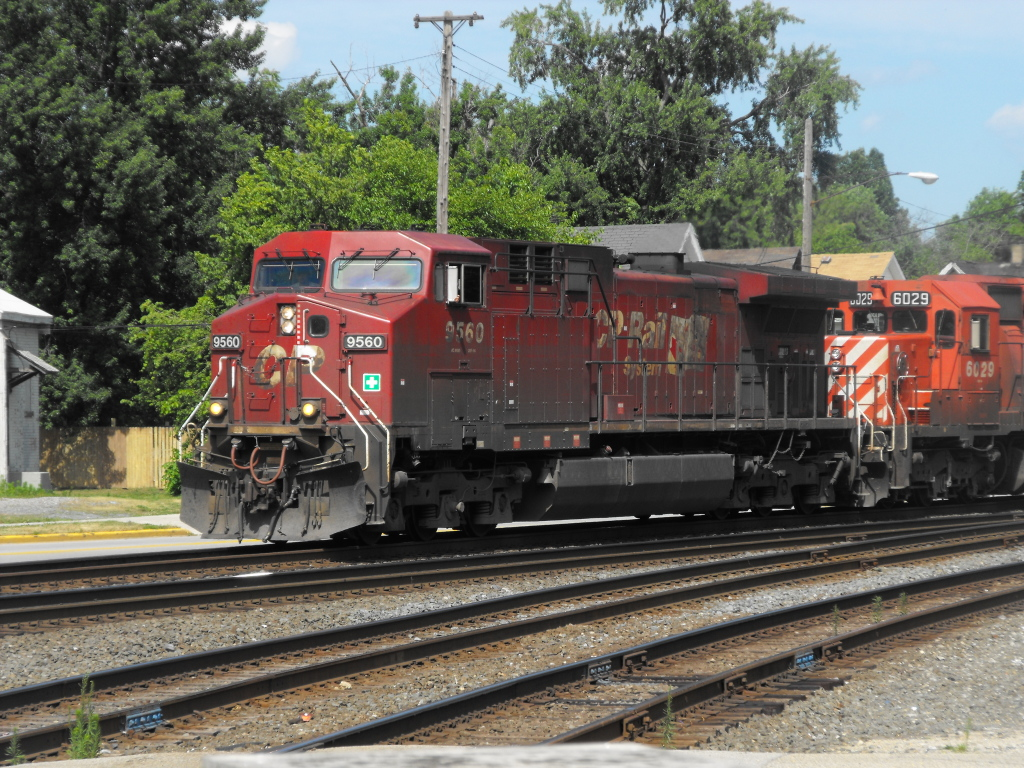
A Canadian Pacific 9560-as pályaszámú AC4400CW-je és a 6029-es pályaszámú SD40–2-je 2009-ben

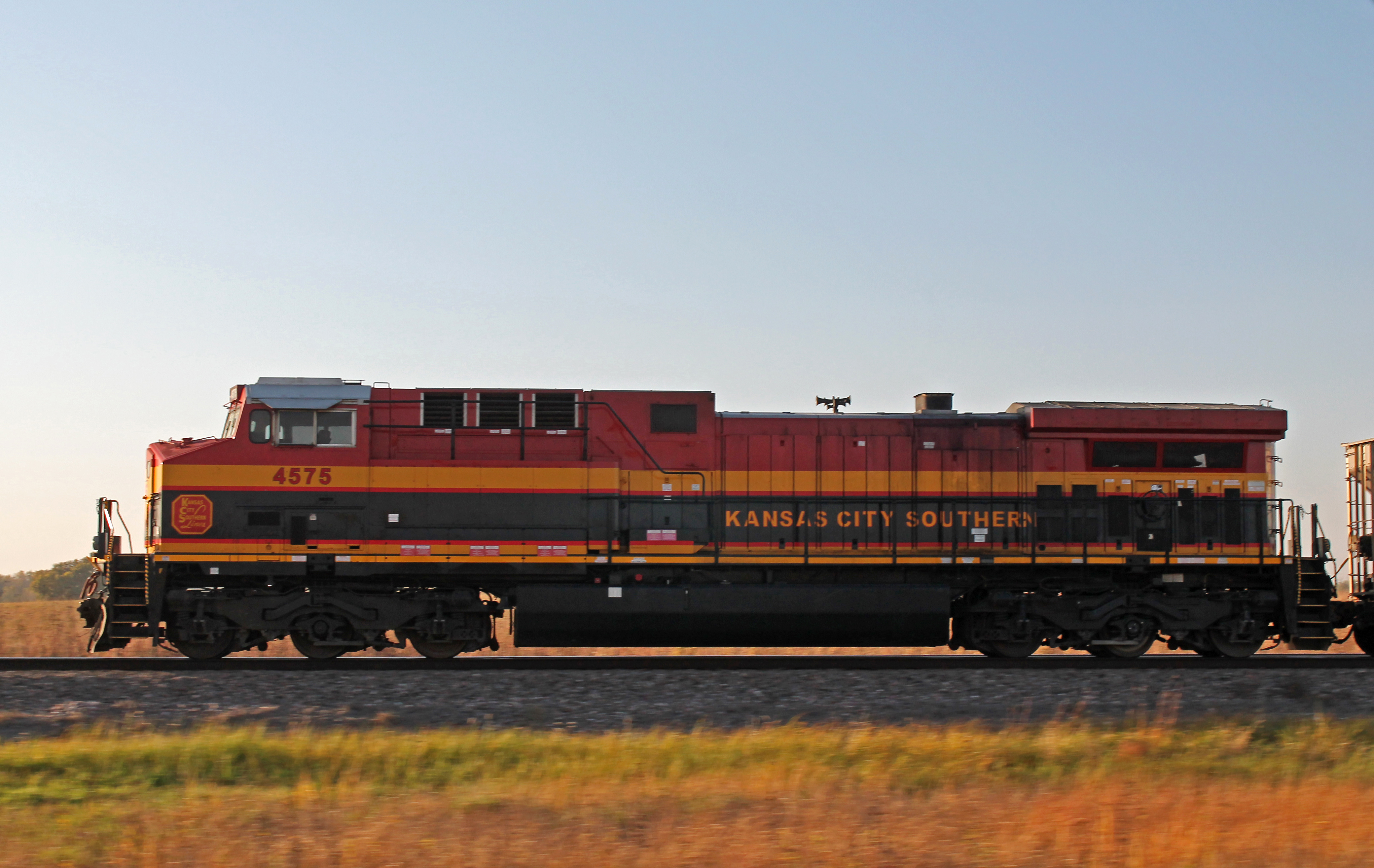
Kansas City Southern önvezető forgóvázzal szerelt 4575-ös pályaszámú AC4400CW-je 2014 októberében

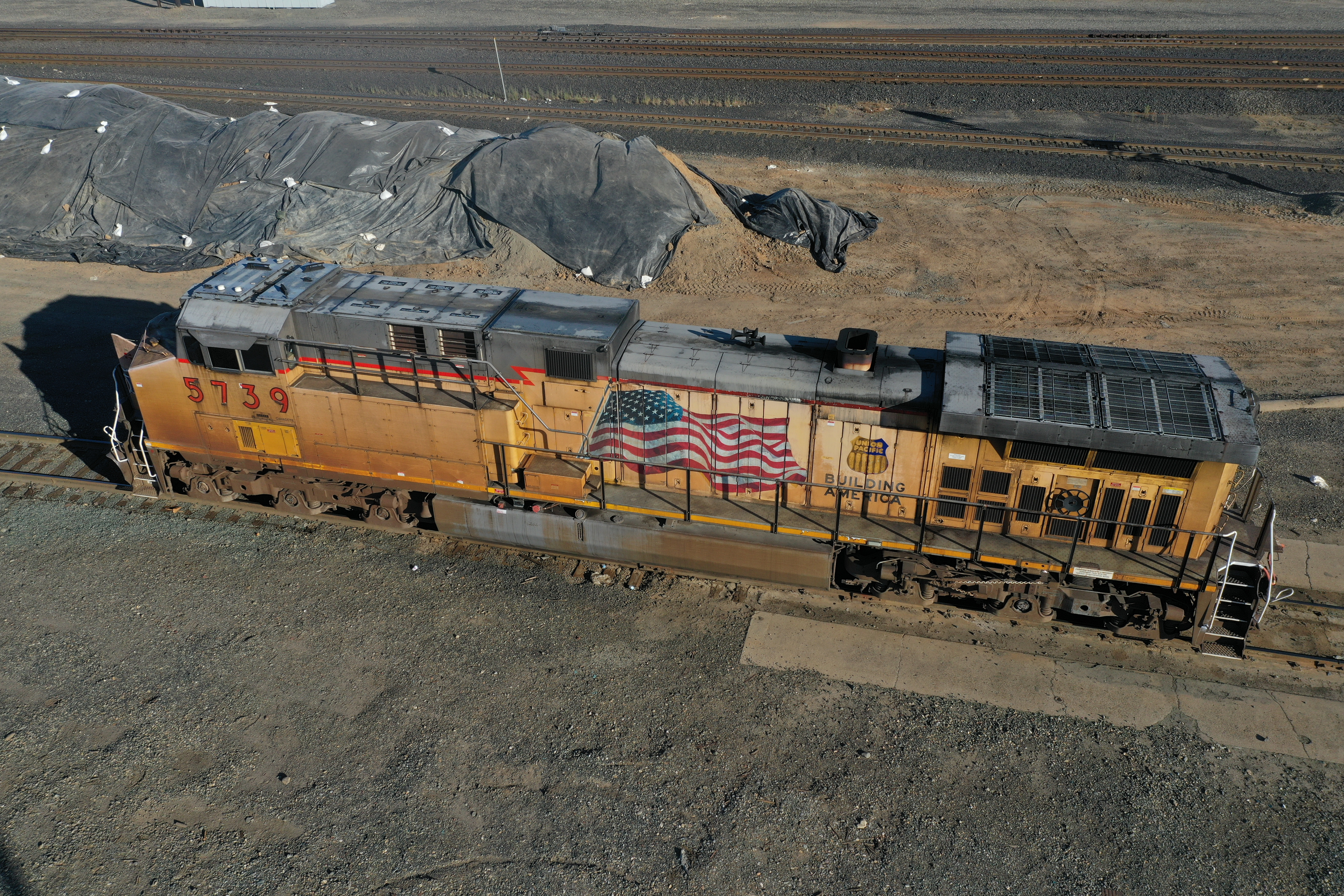
Az Union Pacific 5739-es pályaszámú AC4400CW-je Roseville-ben

## Változatok
Az AC4400CW volt a GE első mozdonysorozata, melyet opcionálisan, a tapadás növelésére és a sínfejek kopásának csökkentésére kifejlesztett önvezető forgóvázzal lehetett rendelni. Ezt a Canadian Pacific, a Cartier Railway, a CSX a 200–599 pályaszámú példányaiba, a Ferromex, a Ferrosur, illetve a KCS rendelte meg.
A CSX számos AC4400CW mozdonyát a vonóerő növelése érdekében 20 000 lb (9100 kg) többletsúllyal rendelte meg. Ezeket az egységeket 2006. és 2007. között „nagy vonóerő” szoftverfrissítéssel is felszerelték, ezek az új CW44AH típusmegjelölést kapták.

## Átépítések
2017-ben a Canadian Pacific Railway megbízta a General Electricet 300 darab 9500-as és 9600-as pályamszámtartományba eső AC4400CW mozdonyának felújítására. Az egységek eredeti elülső fülkéjét teljesen eltávolították és a GE akkori szabványainak megfelelőre cserélték, amely korszerűsített elektromos rendszerekkel, így Positive Train Control és Fuel Trip Optimizer rendszerekkel van felszerelve. A GE további fejlesztései közé tartozik az üzemanyag-hatékonyság akár 10 százalékos növelése, 40 százalékos növekedés a megbízhatóságban és 50 százalékos növekedés a vontatási képességben. Ezek az egységek végül az AC4400CWM (a „Modernized” szóra utalva) típusmegjelöléssel kerültek vissza a forgalomba. Az újjáépítések első csoportjánal (8100–8129) az eredeti „Steerable” forgóvázait a GE „High Adhesion” forgóvázaira cserélték, míg a későbbi egységeknél meghagyták az eredeti forgóvázaikat.
A következő évben a Canadian Pacific ismét megbízta a GE-et hasonló átépítésekre, amelyek során több tételben összesen 110 mozdonyt modernizáltak. A második tétel mozdonyai (8130–8144) megtartották a „Steerable” típusú forgóvázaikat. A harmadik tétel egységeit (8000–8064) Evolution Series-méretű tüzelőanyagtartályt és radiális forgóvázakat kaptak. 2019-ben az átépítések negyedik csoportjában modernizálták a korábban 9500-as és 9600-as pályaszámtartományba eső mozdonyokat, ezek a 8145–8160, illetve a 8064–8080 pályaszámot kapták. 2021-ben megkezdődött a 8500-as pályaszámtartományba eső egységek átépítése, ezek a 8201–8280 pályaszámot kapták, illetve befejeződött az új 8100-as pályaszámtartományba eső mozdonyok teljes modernizálása.
Az Union Pacific számos AC4400CW-jét „Controlled Tractive Effort” szoftverrel rendelte meg, ezek az AC4400CW-CTE típusmegjelölést kapták. Ez a szoftvercsomag azóta az ES44AC mozdonyaik egy részénél is felszereltség lett. A CTE a Dash sorozatú mozdonyok szintjére korlátozza a vonóerőt.
2018-ban a Union Pacific egy kisebb megrendelést adott le a GE-nek 20 darab AC4460AC átépítésére, majd később bejelentette, hogy a következő tizenöt év folyamán 1000 AC4460AC és AC44 típusú mozdonyt fognak átalakíttatni az új C44ACM típusra. A Canadian Pacific mozdonyaival ellentétben az Union Pacific első 20 felújított mozdonya nem kapott új vezetőfülkét.
2019-ben a CSX és a Wabtec bejelentette, hogy megállapodást kötöttek a CSX nagy AC4400CW flottájának átépítésére. Az első 10 darab CW44AC-t a Wabtec Erie-i üzemében újították fel, melyet 2020-ban 50 további példány követett. Az átalakított mozdonyok a 7000, a 7200 és a 7500 pályaszámtartományba eső számot és új CM44AC típusmegjelölést kaptak.

## Üzemeltetők
Az AC4400CW típusú mozdonyok üzemeltetői közé tartozó vasúttársaságok:
| Tulajdonos                           | Darabszám | Pályaszám                                                                      | Átadás éve                | Megjegyzések |
| ------------------------------------ | --------- | ------------------------------------------------------------------------------ | ------------------------- | --- |
| Union Pacific                        | 1338      | 5554–6887 és 7080–7297                                                         | 1994–2004                 | A legtöbb példányt átépítették C44ACM-re |
| CSX Transportation                   | 615       | 1–173, 201–599, 5101–5122                                                      | 1994–2002                 | A mozdonyok CM44AC/CM44AH típusúra lesznek átalakítva és a 7000–7299, illetve a 7500 sorozatban fognak pályaszámot kapni |
| Canadian Pacific                     | 438       | 1002, 1006, 8500–8580, 8600–8655, 9500–9683, 9700–9740, 9750–9784 és 9800–9840 | 1995–2004                 | Az 1002 és az 1006 a CMQ-tól lett átvéve. A 9777, a 9782, a 9758 és a 9751 egységeket a Száguldó bomba című film forgatásán is használták. A legtöbb példány AC44CWM típusúra lesz átalakítva és a 8100–8280 pályaszámot fogja megkapni |
| Southern Pacific                     | 279       | 100–378                                                                        | 1995                      | |
| Kansas City Southern                 | 175       | 4500–4574, 4575–4596, 4597–4608, 4609–4624 (korábban 2000–2039)                | 1999                      | A KCSM 4500-4574 a TFM-nél a 2600–2674 pályaszámon voltak állományban |
| BNSF                                 | 121       | 5600–5717, 5838–5840                                                           | 1999–2004                 | 2016-ban negyven példányt bérbe adtak a Metrolinknek |
| Ferromex                             | 75        | 4500–4549 és 4550–4574                                                         | 1998–2000                 | |
| CIT Capital Finance                  | 60        | 1001–1025, 1026–1059                                                           | 2001–2004                 | Az 1002 és az 1006 2017-ben el lett adva a CMQ-nak, majd 2020-ban a CP-nek |
| Ferrosur                             | 38        | 4400–4414, 4415–4429, 4430–4437                                                | 2000–2004                 | |
| Chicago & North Western              | 35        | 8801–8835                                                                      | 1994                      | |
| Cartier Railway                      | 17        | 11–12, 13–17 és 18–29                                                          | 2001–2007                 | |
| Quebec, North Shore and Labrador     | 12        | 415–421 és 422–426                                                             | 2005–2006                 | |
| Cerrejón                             | 5         | 10010–10014                                                                    | N/A                       | |
| General Electric Corporation Leasing | 11        | 2000, később átszámozva 4400-ra, 4000–4009                                     | 1993–1997                 | |
| Central Maine and Quebec Railway     | 2         | 1002 és 1006                                                                   | 2001 (2017-ben vásárolva) | Korábban CEFX-mozdonyok, melyek 2020-ban átkerültek a Canadian Pacific állományába, miután felvásárolták a CMQ-t |
| Ferrominera del Orinoco              | 2         | 1058–1059                                                                      | 2004                      | |
| Összesen                             | 3223      | -                                                                              | -                         | - |

## Megjelenése a médiában
A Száguldó bomba című filmben a Denzel Washington és a Chris Pine színészek által alakított szereplőknek fel kell mászniuk egy elszabadult vonatra. A film forgatása során a Canadian Pacific négy AC4400CW mozdonyát (pályaszám: 9777, 9758, 9782, illetve 9751) a valóságban nem létező „Allegheny and West Virginia Railroad” vasúttársaság színeire fényezték át, ezek a filmben a 777 és a 767-es pályaszámot kapták. A 9777 és a 9782 777-esre, míg a 9758 és a 9751 767-esre volt átfestve.

## Fordítás
- Ez a szócikk részben vagy egészben  a   GE AC4400CW című angol Wikipédia-szócikk ezen változatának fordításán alapul.  Az eredeti cikk szerkesztőit annak laptörténete sorolja fel. Ez a jelzés csupán a megfogalmazás eredetét és a szerzői jogokat jelzi, nem szolgál a cikkben szereplő információk forrásmegjelöléseként.